# 2018年冬季残疾人奥林匹克运动会瑞典代表团
2018年冬季残疾人奥林匹克运动会瑞典代表团是瑞典派出的2018年冬季残疾人奥林匹克运动会代表团。获得1枚银牌。